# Gorjani Sutinski
Gorjani Sutinski falu Horvátországban Krapina-Zagorje megyében. Közigazgatásilag Radobojhoz tartozik.

## Fekvése
Krapinától 7 km-re, községközpontjától 3  km-re északkeletre a Strahinjčica-hegység lejtőin fekszik.

## Története
1857-ben 319, 1910-ben 416 lakosa volt. A falu Trianonig Varasd vármegye Krapinai járásához tartozott. 2001-ben 189 lakosa volt.

## Nevezetességei
Szent Jakab tiszteletére szentelt gótikus kápolnája a kutatások szerint 14. századi eredetű, de mindenképpen 1639 előtt épült. Mai formáját 1766-ban nyerte el. 

## Külső hivatkozások
Radoboj község hivatalos oldala